# Полє-при-Бистриці
Полє-при-Бистриці (словен. Polje pri Bistrici) — поселення в общині Бистриця-об-Сотлі, Савинський регіон, Словенія. 
Висота над рівнем моря: 179 м.